# Język sarikoli
Język sarikoli (sarikolski, sarykoli, sarykolski, salikurski, tadżik, tadżiki, tadżycki) – język pamirski używany w rejonie południowo-zachodnim Sinciang w Chinach, w dolinie Sarikolu przez ismailitów. Jest stosowany i nauczany w szkołach podstawowych.
Według danych z 2000 roku posługuje się nim 16 tys. osób. Przez miejscową ludność nazywany jest językiem tadżyckim.
Nie jest tożsamy z wariantem perskiego również określanym jako „język tadżycki”.
Nie wykształcił piśmiennictwa. W edukacji wykorzystywany jest język ujgurski.